# 고흥 금탑사 극락전
고흥 금탑사 극락전(高興 金塔寺 極樂殿)은 대한민국 전라남도 고흥군 포두면, 금탑사에 있는 건축물이다. 1985년 2월 25일 전라남도의 유형문화재 제102호로 지정되었다.

## 개요
금탑사는 천등산 기슭에 있는 절로 신라 문무왕(재위 661∼681) 때 원효가 지었으며, 처음 이곳에 절을 지을 때 금탑이 있었다 하여 금탑사라 불렀다고 한다. 그 뒤 정유재란(1597) 때 불탄 것을 선조 37년(1604)에 다시 지었으며, 수 백인의 승려가 머물렀다고 한다. 그 후 헌종 11년(1845)에 천재지변에 의해 절이 기울어 그 다음해 절을 다시 지었거나 또는 고쳤다는 기록이 있다.
금탑사 극락전은 모든 중생을 구제한다는 아미타불들 모시는 법당이다. 앞면 3칸·옆면 3칸의 규모로 1층이며, 옆면이 여덟 팔(八)자 모양으로 가장 화려한 팔작지붕이다. 지붕 처마를 받치는 공포가 기둥 위와 기둥 사이에도 있는 다포계 양식이다.
금탑사 극락전은 공포와 그 밖의 조각수법으로 보아 조선시대 말기적인 건축양식을 잘 보여주고 있다.

## 같이 보기
- 금탑사

## 참고 문헌
- 금탑사극락전 - 국가유산청 국가유산포털